# 布列斯特機場
布列斯特機場（羅馬化：Aeraport Brest，羅馬化：Aeroport Brest）是一座位於白俄羅斯布列斯特的對外航空交通機場。

## 航空公司與目的地
| 航空公司     | 目的地     |
| ------------ | ---------- |
| 白俄羅斯航空 | 加里寧格勒 |